# Gloster Gamecock
Il Gloster Gamecock (Gallo da combattimento in inglese) era un aereo da caccia monomotore biplano sviluppato dall'azienda britannica Gloucestershire Aircraft Company nei primi anni venti e prodotto, oltre che dalla stessa, su licenza dalla finlandese Valtion lentokonetehdas (VL).
Sviluppo del precedente Gloster Grebe, lo affiancò nel servizio interbellico negli Squadron da caccia della Royal Air Force venendo adottato anche nella Suomen ilmavoimat, l'aeronautica militare della Finlandia. Fu anche base di sviluppo, attraverso il prototipo Gloster Gambet, per il caccia imbarcato Nakajima A1N prodotto su licenza in Giappone.

## Storia del progetto
Nel 1923 l'Air Ministry, il ministero che nel Regno Unito era incaricato di sovraintendere a tutta l'aviazione britannica sia civile che militare, emise una specifica, identificata come 37/23, per la fornitura di un nuovo modello monomotore adatto al ruolo di caccia ed intercettore. Per rispondere a questa esigenza la Gloucestershire Aircraft Company decise, nel luglio 1924, di avviare uno sviluppo migliorativo del suo caccia Gloster Grebe abbinando la cellula al più potente motore radiale 9 cilindri Bristol Jupiter IV da 400 hp (298 kW).
Il progetto, identificato come Gamecock, riproponeva l'impostazione classica del suo predecessore, un velivolo monomotore in configurazione traente, monoposto, con struttura in legno ricoperta in tessuto trattato con vernice tenditela, dalla velatura biplana e con carrello d'atterraggio fisso, equipaggiata con il medesimo armamento basato su una coppia di mitragliatrici Vickers calibro .303 in (7,7 mm).
Il prototipo venne completato nell'inverno tra il 1924 ed il 1925 quindi consegnato il 20 febbraio alla RAF Martlesham Heath per le prove di valutazione. I test che continuarono per i mesi successivi si dimostrarono soddisfacenti concretizzandosi in un contratto di fornitura sottoscritto dal governo britannico per 30 unità destinate ai reparti da caccia della Royal Air Force con la raccomandazione di equipaggiarli con la più recente versione del 9 cilindri della Bristol Engine Company, lo Jupiter VI da 425 hp (317 kW). A questo fece seguito un secondo ordine per successivi 60 esemplari che vennero consegnati alla RAF nel periodo 1925-27.
Il Gamecock si rivelò tuttavia problematico nella gestione del volo, gravato dalla pericolosa tendenza di entrare in vite, dalla quale risultava difficoltoso uscire, e nelle manovre di atterraggio, e che costarono la perdita totale di 22 esemplari sui complessivi 90 consegnati. Per ovviare al problema l'ufficio tecnico dell'azienda decise di intervenire sulla velatura, adottando un'ala superiore dall'apertura maggiore ottenuta aggiungendo una sezione centrale con struttura in tubi in acciaio saldati, e sull'impennaggio, con elementi dalla maggior superficie. Le modifiche vennero testate su un prototipo, identificato dall'azienda come Gamecock Mk.II, portato in volo con successo nel 1928, tuttavia il progetto iniziava a risentire della sua anzianità venendo pianificato solamente l'intervento di aggiornamento su alcuni degli esemplari ancora in servizio operativo.
Dal Gamecock Mk.II venne inoltre derivata una variante allungata identificata Mk.III, sviluppata per partecipare ad una gara d'appalto che però non si concretizzò con la produzione in serie.
Benché nel Regno Unito il modello si avviasse ad essere progressivamente sostituito da velivoli più efficienti, velocemente relegato a compiti di seconda linea, la Finlandia che era alla ricerca di nuovi modelli da destinare alla flotta oramai considerata inadeguata della sua aeronautica militare, la Suomen ilmavoimat, decise di prendere in considerazione l'acquisto del modello. Dopo aver preso visione del Gamecock Mk.II il governo finlandese decise di acquistare due esemplari più una licenza di produzione per realizzare il velivolo in Patria. Nel periodo 1929-1930 la VL produsse altri 15 esemplari che sommati agli originali 90 Mk.I e 3 Mk.II di costruzione britannica attestarono la produzione complessiva sulle 108 unità.

## Impiego operativo
Il Gamecock iniziò ad essere consegnato ai reparti operativi della Royal Air Force nel corso del 1925 andando ad equipaggiare progressivamente gli Squadron No. 3, 17, 19, 23, 32 e 43. Il modello tuttavia non risultò facile da pilotare e venne coinvolto in numerosi incidenti che portarono alla perdita di 22 esemplari su 90 prima della decisione di intervenire. La fiducia nel velivolo intanto era compromessa e benché nel 1928 venisse ovviato alla sua problematicità nel controllo in volo con la versione Mk.II, la RAF stava già valutando il Bristol Bulldog, che stava ultimando la fase di test prima dell'avvio della produzione. I Mk.I iniziarono ad essere velocemente sostituiti e messi a terra, destinati alle scuole di volo, rimanendo in servizio di prima linea con gli esemplari più efficienti fino alla metà 1931. Concluse il servizio RAF nei reparti di addestramento, nei No. 2 e No. 3 Flying Training School, Central Flying School RAF e RAF College a Cranwell.

### Finlandia
In Finlandia il primo Gamecock, identificato localmente come "Kukko", venne acquistato nel 1927. L'anno successivo fu avviata la produzione su licenza di 15 esemplari della versione Mk.II presso la Valtion lentokonetehdas (VL), impianto di produzione controllato dallo Stato, integrati da un esemplare di costruzione Gloster che fungeva da modello. Gli esemplari rimasero in servizio nel ruolo originario di caccia per poi ricoprire quello di aereo da ricognizione, e rimasero in linea fino al 1939 quando vennero sostituiti dai Fokker D.XXI e destinati alle scuole di volo, dove l'ultimo venne definitivamente messo a terra nel 1944. Durante la Guerra d'inverno combattuta contro l'Unione Sovietica il Gamecock Mk.II condotto dall'istruttore di volo Pasi Jääskeläinen riuscì a costringere all'atterraggio forzato un bombardiere bimotore Ilyushin DB-3 della Voenno-vozdušnye sily.

## Versioni

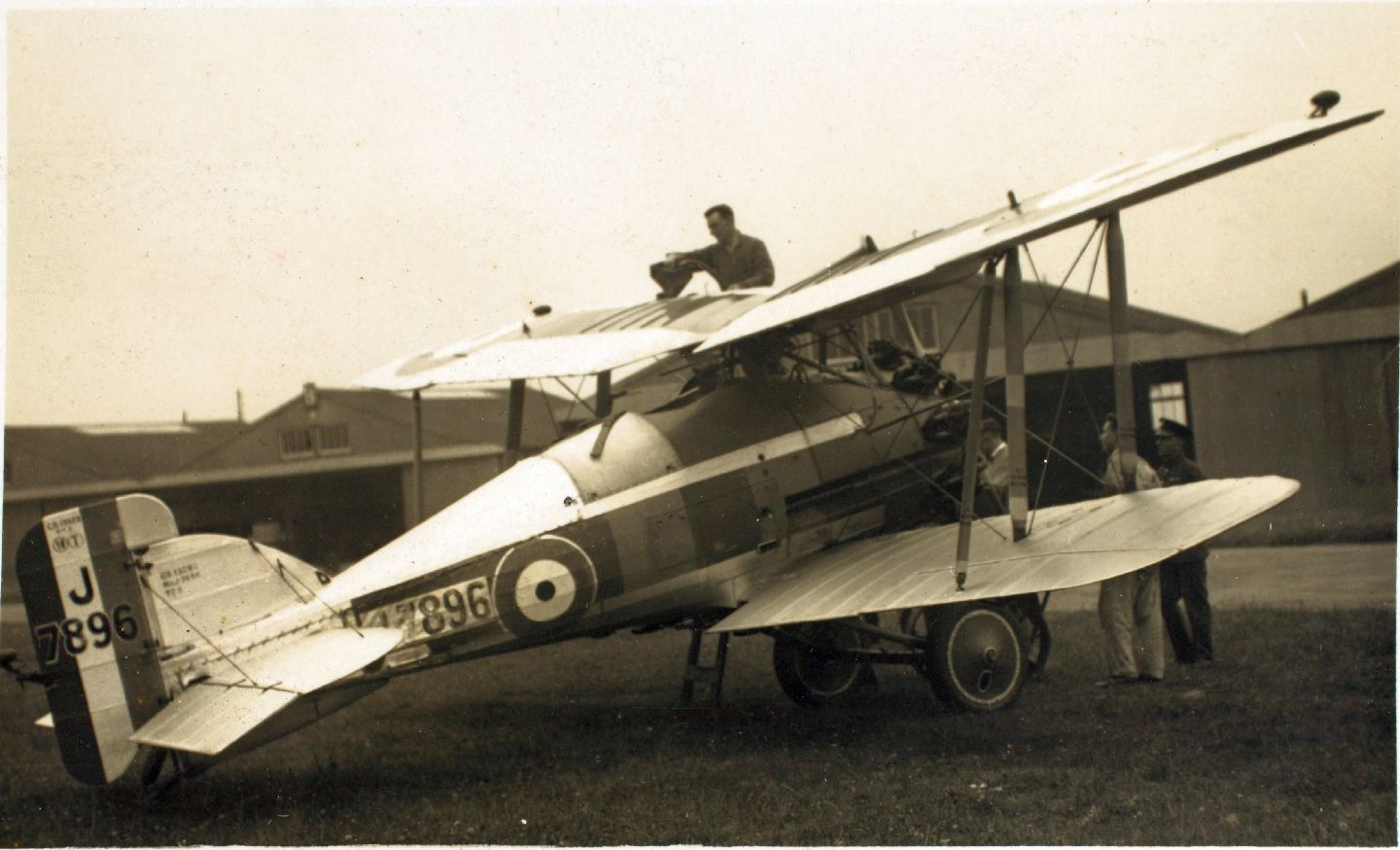
Un Gamecock Mk I in servizio con la Royal Air Force.

Gamecock Mk Iversione da caccia monoposto, prodotta in 90 esemplari.
Gamecock Mk IIversione da caccia monoposto, caratterizzata dall'ala e impennaggio dal nuovo disegno. Un nuovo esemplare destinato alla RAF più diverse conversioni dal Mk.I. Tre esemplari furono esportati in Finlandia nel 1928, quindi prodotti su licenza localmente in 15 esemplari nel periodo 1929-1930 ed identificati come Kukko.
Gamecock Mk IIIdesignazione di una conversione da una cellula di Mk.II allungata destinata a prove di valutazione.

## Utilizzatori

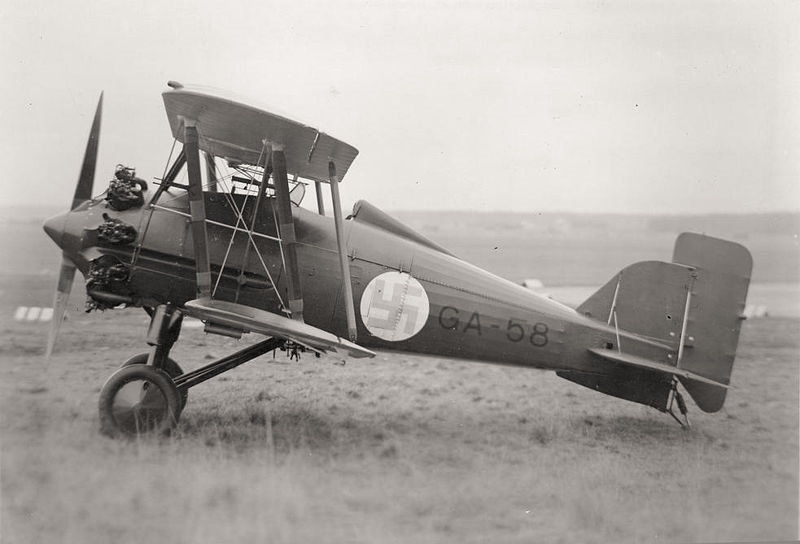
Un Gamecock Mk II "Kukko" in servizio nella finlandese Suomen ilmavoimat.

Finlandia
- Suomen ilmavoimat

 Regno Unito
- Royal Air Force